# Dispariția (film din 1997)
Dispariția (în engleză Breakdown) este un film thriller american din 1997, regizat de Jonathan Mostow după propriul scenariu. Rolurile principale sunt interpretate de Kurt Russell, J. T. Walsh și Kathleen Quinlan. Muzica originală a fost compusă de Basil Poledouris. Filmul a fost produs de PolyGram Filmed Entertainment și lansat la 2 mai 1997 de Paramount Pictures și Gramercy Pictures.

## Rezumat
În timp ce conduceau prin țară de la Boston la San Diego, în noul lor Jeep Grand Cherokee, Jeff Taylor (Kurt Russell) și soția sa, Amy (Kathleen Quinlan), sunt pe punctul de a intra în coliziune cu un Ford F-150 care le taie calea brusc venind de pe un drum care se intersectează cu o autostradă pustie. Mai târziu, în timp ce s-a oprit la o benzinărie, șoferul camionetei, Earl, schimbă o serie de cuvinte ostile cu Jeff înainte ca cei doi soți să-și reia călătoria. La scurt timp după aceea, jeepul lor se oprește în mijlocul deșertului. Lăsându-l pe Jeff cu mașina, Amy acceptă să meargă cu un tir Peterbilt 385, condus de camionagiul Red Barr (J.T. Walsh), pentru a ajunge la un restaurant din apropiere unde să ceară ajutor. Jeff descoperă în cele din urmă că două cabluri de la bateria Jeep-ului au fost deconectate și, după reconectarea ei, conduce la restaurant, doar pentru a afla că nimeni nu i-a văzut soția. Când îl ajunge pe Barr din urmă și-l forțează să se oprească, camionagiul susține că nu l-a văzut anterior pe Jeff sau pe soția acestuia. Jeff oprește un șerif care trecea, pe nume Boyd, dar acesta nu găsește nimic în camionul lui Barr și îl lasă să plece.
Jeff merge la o secție de poliție unde este sfătuit de un ajutor de șerif să se întoarcă la restaurant și să-și aștepte soția. Jeff întâlnește un mecanic prost pe nume Billy, care îi spune că a văzut-o pe Amy sosind cu un tir și urcând în altul. El îi spune lui Jeff pe unde au luat-o, dar refuză să vorbească cu polițiștii, sugerând că aceștia sunt implicați. Jeff conduce la locul indicat de Billy, dar este atacat pe drum din spate de Earl și scapă conducându-și Jeep-ul într-un râu. Abandonând Jeep-ul și revenind înapoi pentru a-i vedea pe atacatorii săi scoțând Jeep-ul din apă, Jeff este găsit și lovit de Billy, un complice care a simulat că este redus mintal.
Jeff se trezește într-un portbagaj înconjurat de Earl, Billy, un alt complice, un șofer de camion pe nume Al și liderul lor, Red Barr. Red îi spune lui Jeff că soția lui va fi eliberată în schimbul sumei de 90.000 dolari pe care răpitorii cred că Jeff îi are în contul bancar. Știind că are doar o mică parte din această sumă, Jeff intră într-o banca din apropiere pentru a-și retrage puținii bani pe care îi are. După o încercare nereușită de a-l alerta pe directorul băncii cu privire la pericol, Jeff fură panglicile care marcau pachetele de bani și un deschizător de scrisori de pe biroul directorului; Jeff folosește panglica de bani pentru a grupa banii sub formă de pachete punând bancnote de 1 $, între două bancnote de 100 $, păcălindu-i pe răpitori. Cu banii de răscumpărare în mână, Jeff este apoi instruit prin telefon să plece din localitate, de unde este preluat de Earl și legat cu bandă adezivă în camioneta lui.
În timp ce se lăuda cât de ușor au fost de răpit Jeff și soția sa, după ce i-a decuplat bateria în benzinărie, precum și că intenționează să-i omoare pe Jeff și pe soția lui, Earl descoperă înșelătoria lui Jeff cu suma de răscumpărare. În exact același moment, Jeff se eliberează el însuși și îl înjunghie pe Earl cu deschizătorul de scrisori. După o luptă în mașina aflată în viteză, Jeff preia controlul asupra vehicolului și îl leagă pe Earl, obligându-l să dezvăluie locul de întâlnire cu Red într-o parcare de tiruri locală. Șeriful Boyd apare în mașina lui de patrulare și, văzând că vehicolul lui Earl mergea în zigzag, cere întăriri și oprește vehicolul. După ce Jeff iese din camion cu pistolul lui Earl în mână, Boyd evaluează greșit situația și-l amenință pe Jeff cu arma, punându-l să se așeze pe drum. Earl îl împușcă pe Boyd, cu un alt pistol ascuns în cizmă. Pe când Earl se pregătea să tragă în Jeff, rănitul Boyd îl împușcă și ucide pe Earl. Jeff se folosește de radioul lui Boyd pentru a apela o ambulanță și conduce camioneta până în parcarea de tiruri menționată de Earl.
Ajuns în parcarea de tiruri, Jeff evită poliția care-l căuta în legătură cu împușcarea lui Boyd și apoi îl vede pe Red vorbind într-o cabină telefonică cu un alt complice. Jeff îl urmărește pe Red, ascunzându-se sub camionul lui înainte de plecarea acestuia din parcare. Jeff pierde arma de foc în timp ce încerca să escaladeze pereții tirului. Red ajunge cu tirul în dimineața următoare la ferma lui. Ascunzându-se într-un hambar, Jeff îi vede pe Red și pe complicii săi aducând-o pe Amy legată și ascunzând-o într-un congelator din pivnița hambarului pentru a muri acolo. Nereușind să deschidă ușa încuiată a pivniței, Jeff găsește o armă în camionul lui Red și îl folosește pentru a-i amenința cu arma pe Red, complicii săi și pe soția și fiul lui, cerându-le cheia de la pivniță. Billy scapă, dar Jeff forțează restul grupului să o elibereze pe Amy din congelator, apoi îi închide în pivniță. Jeff și Amy fug cu o camionetă Chevrolet C-20 pick-up, în timp ce Billy îi eliberează pe Red și Al. Ei îl urmăresc pe soții Taylor în vehiculele lor.
În timpul urmăririi finale, Billy este ucis într-un accident atunci când Jeff își scoate mașina de pe drum, iar remorca de la tirul lui Red se desprinde, cauzând izbirea violentă în ea a mașinii lui Al. Red încearcă să împingă mașina lui Jeff de pe un pod, iar Amy își prinde piciorul în fiarele contorsionate. Cabina tirului lui Red alunecă peste marginea podului și este suspendat de un suport din oțel al podului. Jeff se luptă cu Red pe cabina tirului suspendat, aruncându-l în cele din urmă pe Red în prăpastia de jos. Jeff o eliberează pe Amy, iar aceasta trage frâna de mână a tirului, determinând căderea tirului în prăpastie și zdrobirea lui Red. Stând pe marginea podului lângă camion, Jeff și Amy se îmbrățișează unul pe celălalt.

## Distribuție
- Kurt Russell - Jeff Taylor
- J. T. Walsh - Warren "Red" Barr
- Kathleen Quinlan - Amy Taylor
- M. C. Gainey - Earl
- Jack Noseworthy - Billy
- Ritch Brinkley - Al
- Moira Harris - Arleen Barr
- Rex Linn - șeriful Boyd
- Kim Robillard - ajutorul de șerif Len Carver
- Jack McGee - barmanul de la Belle's
- Steven Waddington - cowboy-ul din bancă
- Thomas Kopache - Calhoun

## Producție
Dispariția a fost filmat în diferite locații din Sacramento, California, Moab, Utah și Sedona, Arizona.

## Muzică
Muzica de pe coloana sonoră a fost compusă de Basil Poledouris, cu contribuții din partea lui Steve Forman, Judd Miller, Eric Colvin și Richard Marvin.

## Recepție

### Recepție critică
Situl Rotten Tomatoes a raportat că 80% dintre critici au făcut filmului comentarii pozitive, bazate pe un eșantion de 47, cu un scor mediu de 7 din 10.  Pe situl Metacritic, filmul are un rating mediu de 73 din 100 pe baza a 19 comentarii. Peter Stack de la San Francisco Chronicle a lăudat filmul: "Dispariția utilizează o ingeniozitate de modă veche - plus o vedetă convingătoare, un mister în ritm rapid și un personaj negativ impasibil - pentru a deveni o poveste senzațională." Roger Ebert a făcut filmului un comentariu pozitiv, numindu-l "întins, abil și eficient chirurgical", deși el a simțit că "final este nedemn de el". Stephen Hunter de la The Washington Post l-a criticat pe Russell pentru că nu personifică un soț disperat dispus să lupte pentru soția lui dispărută, scriind: "El aleargă mult, în timp ce face fețe disperate, dar nu are niciodată un sentiment de furie profundă. El nu devine periculos. Astfel, filmul este redus la satisfacția sa primitivă: imaginea unui om civilizat care găsește un comando peruvian în interiorul lui și se luptă cu ceu care l-au subestimat."

### Performanță la box office
Dispariția a adus în primul week-end încasări de 12,3 milioane $. Filmul a fost difuzat inițial în 2.108 cinematografe, apoi a fost difuzat în 2.348 cinematografe și a adus încasări totale de 50.159.144 $ în SUA și Canada.